# Alexino
Alexino ([ælɨkˈsaɪnəs]; em grego:  Ἀλεξῖνος; c. 339-265 a.C.) de Élis, foi um filósofo da escola megárica e discípulo de Eubulides de Mileto. Derivado da sua natureza argumentativa foi-lhe dado o apelido de "o refutador" (em grego:  Ἐλεγξῖνος). De Élis partiu para Olímpia, na esperança de fundar aí uma seita, mas os alunos logo ficaram desagradados com as condições do local e com os parcos meios de subsistência.
Nenhuma das suas doutrinas foram preservadas, mas a partir de uma breve menção feita por Cícero, parece ter lidado com puzzles lógicos. Ateneu menciona um peã que escreveu em honra de Crátero, o macedónio, cantado em Delfos ao som da lira. Alexino também escreveu a opôr-se a Zenão de Cítio e a Éforo de Cime. Diógenes Laércio preservou algumas linha acerca da sua morte, causada por ter sido espetado por um junco enquanto nadava no Rio Alfeu.
Nos anos 267-266, Alexino debateu questões de retórica com Hermarco. Filodemo de Gádara, na sua obra Sobre a Retórica, cita uma refutação de Hermaco na qual Alexino é citado. Alexino critica os sofistas retóricos por perderem o seu tempo a investigar assuntos desnecessários, como a dicção, a memória e a interpretação de passagens obscuras nos poetas.